# 100 meter för damer i friidrott vid olympiska sommarspelen 1996
100 meter för damer vid olympiska sommarspelen 1996 i Atlanta avgjordes den 26-27 juli. 

## Medaljörer
| Gren      | Guld              | Guld  | Silver                  | Silver | Brons               | Brons |
| 100 meter | Gail Devers · USA | 10,94 | Merlene Ottey · Jamaica | 10,94  | Gwen Torrence · USA | 10,96 |

## Resultat
- Q innebär avancemang utifrån placering i heatet.
- q innebär avancemang utifrån total placering.
- DNS innebär att personen inte startade.
- DNF innebär att personen inte fullföljde.
- DQ innebär diskvalificering.
- NR innebär nationellt rekord.
- OR innebär olympiskt rekord.
- WR innebär världsrekord.
- WJR innebär världsrekord för juniorer
- AR innebär världsdelsrekord (area record)
- PB innebär personligt rekord.
- SB innebär säsongsbästa.

### Final
- Hölls den 27 juli 1996

| Placering | Final                                 | Tid   |
| --------- | ------------------------------------- | ----- |
|           | Gail Devers (USA)                     | 10,94 |
|           | Merlene Ottey (JAM)                   | 10,94 |
|           | Gwen Torrence (USA)                   | 10,96 |
| 4.        | Chandra Sturrup (BAH)                 | 11,00 |
| 5.        | Marina Trandenkova (RUS)              | 11,06 |
| 6.        | Natalia Pomosjtjnikova-Voronova (RUS) | 11,10 |
| 7.        | Mary Onyali (NGR)                     | 11,13 |
| 8.        | Zjanna Pintusevitj-Block (UKR)        | 11,14 |

### Semifinaler
| Placering | Heat 1                         | Tid   |
| --------- | ------------------------------ | ----- |
| 1.        | Merlene Ottey (JAM)            | 10,93 |
| 2.        | Gwen Torrence (USA)            | 10.97 |
| 3.        | Marina Trandenkova (RUS)       | 11.07 |
| 4.        | Zjanna Pintusevitj-Block (UKR) | 11.14 |
| 5.        | Chioma Ajunwa (NGR)            | 11.14 |
| 6.        | D'Andre Hill (USA)             | 11.20 |
| 7.        | Debbie Ferguson (BAH)          | 11.28 |
| 8.        | Odiah Sidibé (FRA)             | 11.35 |

| Placering | Heat 2                                | Tid   |
| --------- | ------------------------------------- | ----- |
| 1.        | Gail Devers (USA)                     | 11,00 |
| 2.        | Mary Onyali (NGR)                     | 11.04 |
| 3.        | Natalia Pomosjtjnikova-Voronova (RUS) | 11.07 |
| 4.        | Chandra Sturrup (BAH)                 | 11.07 |
| 5.        | Juliet Cuthbert (JAM)                 | 11.07 |
| 6.        | Melanie Paschke (GER)                 | 11.14 |
| 7.        | Irina Privalova (RUS)                 | 11.31 |
| 8.        | Lucrécia Jardim (POR)                 | 11.32 |

### Omgång 2 - heat
| Placering | Heat 1                           | Tid   |
| --------- | -------------------------------- | ----- |
| 1.        | Gwen Torrence (USA)              | 11,11 |
| 2.        | Marina Trandenkova (RUS)         | 11.15 |
| 3.        | Chioma Ajunwa (NGR)              | 11.24 |
| 4.        | Odiah Sidibé (FRA)               | 11.38 |
| 5.        | Katerina Koffa (GRE)             | 11.38 |
| 6.        | Hanitriniaina Rakotondrabe (MAD) | 11.43 |
| 7.        | Heather Samuel (ANT)             | 11.60 |
| 8.        | Stephi Douglas (GBR)             | 11.75 |

| Placering | Heat 2                      | Tid   |
| --------- | --------------------------- | ----- |
| 1.        | Gail Devers (USA)           | 10,94 |
| 2.        | Mary Onyali (NGR)           | 11.08 |
| 3.        | Debbie Ferguson (BAH)       | 11.26 |
| 4.        | Lucrécia Jardim (POR)       | 11.37 |
| 5.        | Andrea Philipp (GER)        | 11.38 |
| 6.        | Iryna Pukha (UKR)           | 11.42 |
| 7.        | Marcia Richardson (GBR)     | 11.55 |
| —         | Susanthika Jayasinghe (SRI) | DNF   |

| Placering | Heat 3                    | Tid   |
| --------- | ------------------------- | ----- |
| 1.        | Juliet Cuthbert (JAM)     | 11,20 |
| 2.        | Chandra Sturrup (BAH)     | 11.21 |
| 3.        | D'Andre Hill (USA)        | 11.21 |
| 4.        | Irina Privalova (RUS)     | 11.40 |
| 5.        | Simone Jacobs (GBR)       | 11.47 |
| 6.        | Ekaterini Thanou (GRE)    | 11.48 |
| 7.        | Silke Lichtenhagen (GER)  | 11.53 |
| 8.        | Mary Tombiri-Shirey (NGR) | 11.56 |

| Placering | Heat 4                                | Tid   |
| --------- | ------------------------------------- | ----- |
| 1.        | Merlene Ottey (JAM)                   | 11,02 |
| 2.        | Zjanna Pintusevitj-Block (UKR)        | 11.14 |
| 3.        | Natalia Pomosjtjnikova-Voronova (RUS) | 11.17 |
| 4.        | Melanie Paschke (GER)                 | 11.18 |
| 5.        | Eldece Clarke (BAH)                   | 11.47 |
| 6.        | Sanna Hernesniemi (FIN)               | 11.49 |
| 7.        | Myra Mayberry (PUR)                   | 11.66 |
| 8.        | Zlatka Georgieva (BUL)                | 11.99 |

### Omgång 1 - heat
| Placering | Heat 1                           | Tid   |
| --------- | -------------------------------- | ----- |
| 1.        | Chandra Sturrup (BAH)            | 11,24 |
| 2.        | Hanitriniaina Rakotondrabe (MAD) | 11.36 |
| 3.        | Irina Privalova (RUS)            | 11.42 |
| 4.        | Zlatka Georgieva (BUL)           | 11.74 |
| 5.        | Natalja Vorobijova (KAZ)         | 11.91 |
| 6.        | Ljudmila Dimitriadi (UZB)        | 12.04 |
| 7.        | Chanthan Ouk (CAM)               | 14.82 |

| Placering | Heat 2                         | Tid   |
| --------- | ------------------------------ | ----- |
| 1.        | Zjanna Pintusevitj-Block (UKR) | 11,20 |
| 2.        | Melanie Paschke (GER)          | 11.27 |
| 3.        | Odiah Sidibé (FRA)             | 11.40 |
| 4.        | Mary Tombiri-Shire (NGR)       | 11.50 |
| 5.        | Hermin Joseph (DMA)            | 11.56 |
| 6.        | Cleide Amaral (BRA)            | 11.76 |
| 7.        | Myriam Mani (CMR)              | 11.76 |
| 8.        | Elvira Cabbarova (AZE)         | 11.96 |

| Placering | Heat 3                      | Tid   |
| --------- | --------------------------- | ----- |
| 1.        | Merlene Ottey (JAM)         | 11,13 |
| 2.        | Susanthika Jayasinghe (SRI) | 11.18 |
| 3.        | Ekaterini Thanou (GRE)      | 11.35 |
| 4.        | Irina Pucha (UKR)           | 11.36 |
| 5.        | Heather Samuel (ANT)        | 11.44 |
| 6.        | Jiankui Yan (CHN)           | 11.46 |
| 7.        | Mirtha Brock (COL)          | 11.83 |
| 8.        | Sortelina Pires (STP)       | 13.31 |

| Placering | Heat 4                   | Tid   |
| --------- | ------------------------ | ----- |
| 1.        | Juliet Cuthbert (JAM)    | 11,06 |
| 2.        | D'Andre Hill (USA)       | 11.11 |
| 3.        | Silke Lichtenhagen (GER) | 11.30 |
| 4.        | Eldece Clarke (BAH)      | 11.33 |
| 5.        | Petya Pendareva (BUL)    | 11.59 |
| 6.        | Cydonie Mothersill (CAY) | 11.61 |
| 7.        | Michelle Baptiste (LCA)  | 11.92 |
| 8.        | Natalie Martindale (VIN) | 12.25 |

| Placering | Heat 5                     | Tid   |
| --------- | -------------------------- | ----- |
| 1.        | Marina Trandenkova (RUS)   | 11,20 |
| 2.        | Chioma Ajunwa (NGR)        | 11.25 |
| 3.        | Myra Mayberry (PUR)        | 11.51 |
| 4.        | Stephi Douglas (GBR)       | 11.61 |
| 5.        | Zandra Borrero (COL)       | 11.62 |
| 6.        | Jerneja Perc (SLO)         | 11.63 |
| 7.        | Beverly McDonald (JAM)     | 12.08 |
| 8.        | Isménia do Frederico (CPV) | 13.03 |

| Placering | Heat 6                                | Tid   |
| --------- | ------------------------------------- | ----- |
| 1.        | Gwen Torrence (USA)                   | 11,11 |
| 2.        | Natalia Pomosjtjnikova-Voronova (RUS) | 11.22 |
| 3.        | Lucrécia Jardim (POR)                 | 11.32 |
| 4.        | Katerina Koffa (GRE)                  | 11.33 |
| 5.        | Sanna Hernesniemi (FIN)               | 11.39 |
| 6.        | Marcia Richardson (GBR)               | 11.42 |
| 7.        | Wang Huei-Chen (TPE)                  | 11.70 |
| 8.        | Nester Geniwala'a (SOL)               | 13.74 |
| 9.        | Juliana Obiong (GEQ)                  | 13.88 |

| Placering | Heat 7                 | Tid        |
| --------- | ---------------------- | ---------- |
| 1.        | Gail Devers (USA)      | 10,92      |
| 2.        | Mary Onyali (NGR)      | 11.17      |
| 3.        | Andrea Philipp (GER)   | 11.32      |
| 4.        | Debbie Ferguson (BAH)  | 11.33      |
| 5.        | Simone Jacobs (GBR)    | 11.39      |
| 6.        | Mireille Donders (SUI) | 11.67      |
| 7.        | Lee Yeong-Suk (KOR)    | 11.88      |
| 8.        | Pastora Chávez (HON)   | 12.10 (NR) |